# Kythnos
Kythnos (tiếng Hy Lạp: Κύθνος) là một hòn đảo và điểm dân cư của Hy Lạp nằm ở Tây Cyclades, giữa Kea và Serifos. Nó nằm cách hải cảng Piraeus 56 hải lý (104 km). Kythnos rộng 100,187 km2 (38,68 dặm vuông Anh) với đường bờ biển chừng 100 km (62 mi). Nó có hơn 70 bãi biển, nhiều trong số đó không được nối bằng đường bộ.